# Jeanne Flanagan
Jeanne Flanagan   (New Haven, 8 de maig de 1957) és una ex-remadora estatunidenca que va competir durant les dècades de 1970 i 1980.
El 1984 va prendre part en els Jocs Olímpics de Los Angeles, on guanyà la medalla d'or en la prova del vuit amb timoner del programa de rem. En el seu palmarès també destaca una medalla de plata i una de bronze al Campionat del món de rem.